# أمين كمون
أمين كمون لاعب كرة قدم تونسي من مواليد 16 سبتمبر 1982 و يشغل أمين كمون مركز مدافع.

## روابط خارجية
أمين كمون على موقع قاعدة بيانات كرة القدم.إي يو (الإنجليزية)